# 罗伯特·吉芬

Economic inquiries and studies, 1904

罗伯特·吉芬爵士，KCB（Sir Robert Giffen，1837年7月22日—1910年4月12日）,英国统计学家和经济学家。

## 生平
出生于南拉纳克郡的斯特雷文（Strathaven）。他早先就职于格拉斯哥的一家律师事务所，在这个城市里他参与了格拉斯哥大学的课程学习。他就职于新闻界，在为斯特灵日报工作后，他于1862年前往伦敦，并成为环球报(The Globe)的助理编辑，不久以后在编辑双周刊时，他也成为約翰·莫萊，第一代布萊克本的莫萊子爵的助手。他于1868年成为经济学人杂志的沃爾特·白芝浩的编辑助理。1873年，作为每日新闻报的城市编辑，后来的泰晤士报，他的工作稳定了。
做为记者和统计学家他在这些年获得了很高的声望。因此在1876年，他被任命为英国贸易部的统计部门的负责人。不久以后，他成为了贸易大臣（1882年）和最终的总监长（1892年），并于1897年退休。与他的政府主要统计顾问的职务有关，他经常被雇起草报告、为调查委员会提倡证据或者担任政府审计员，此外他还出版了许多财经方面的文章，他的重要出版物有：《美国铁路投资》（1873年）、《财经文集》（1879年和1884年）、《工人阶级的进步》（1884年）、《资本的增长》（1890年）、《反对金银二本位制的案例》（1892年）、《经济学的调查与研究》（1904年）
他是统计学学会（现名皇家统计学学会）的主席（1882年－1884年），在被授予巴斯勋章爵士后，1891年他又被授予巴斯勋章二级爵士。1892年他被选为皇家学会会员。1894年皇家统计学会授予他金质盖伊奖章。
罗伯特·吉芬在后来的几年中继续在财政和税务的公开论战中担任主要角色。他的权威和实践经验被广泛的认可。在1910年4月12日，他突然地在苏格兰奧古斯都堡去世。
吉芬商品这一概念就是用他的名字命名的。阿尔弗莱德·马歇尔在他的《经济学原理》第三版一书中写道： 
如同吉芬先生指出的那样，面包价格提升，耗尽了贫困劳动家庭的大部分资源，更加提高了货币的边际效用，他们被迫缩减对肉类和其它昂贵谷物的消费，同时对他们来说面包依然是他们能够消费得起的最便宜的食品，因此他们买了更多的面包，而不是更少。
学者们从没有在吉芬的文章中找到这段论述。